# DisneyMania 4
DisneyMania 4 foi o quarto álbum da coleção DisneyMania, lançado no dia 4 de Abril de 2006. Obteve a melhor posição da série na Billboard 200 até então, a #15. Foi certificado Ouro pela Recording Industry Association of America.

## Faixas
1. Estrelas do Disney Channel - "A Dream Is A Wish Your Heart Makes" (Cinderela)
2. Miley Cyrus - "Zip-A-Dee-Doo-Dah" (Song of the South)
3. The Cheetah Girls - "If I Never Knew You" (Pocahontas)
4. B5 - "Who's Afraid of the Big Bad Wolf" (Os Três Porquinhos)
5. Christina Aguilera - "Reflection (Remix)" (Mulan)
6. Jesse McCartney - "I'll Try" (De Volta à Terra do Nunca)
7. Everlife - "Look Through My Eyes" (Irmão Urso)
8. Anneliese van der Pol - "Candle on the Water" (Pete's Dragon)
9. Teddy Geiger - "You'll Be In My Heart" (Tarzan)
10. Jonas Brothers - "Yo Ho (A Pirate's Life for Me)" (Piratas do Caribe)
11. Ashley Tisdale feat. Drew Seeley - "Some Day My Prince Will Come" (Branca de Neve e os sete Anões)
12. Baha Men - "Hawaiian Roller Coaster Ride" (Lilo & Stitch)
13. Sara Paxton - "Can You Feel the Love Tonight" (O Rei Leão)
14. Orlando Brown - "Super Cali (BoiOB Version)" (Mary Poppins)
15. Devo 2.0 - "Monkey's Uncle" (The Monkey's Uncle)
16. Skye Sweetnam - "Cruella De Vil" (101 Dalmatas)
17. K-Ci & JoJo - Go The Distance (Hercules)

## Videoclipes
- "A Dream is a Wish Your Heart Makes"  (Cinderela)  - Disney Channel Circle of Stars
- "If I Never Knew You"  (Pocahontas)  - The Cheetah Girls
- "Who's Afraid of the Big Bad Wolf"  (Os Três Porquinhos)  - B5
- "Reflection"  (Mulan)  - Christina Aguilera

## Paradas musicais
| Parada (2006)  | Melhor posição |
| -------------- | -------------- |
| Billboard 200  | 15             |
| Top Kids Audio | 2              |